# Slovenska grahasta kokoš
Slovenska grahasta kokoš (z okrajšavo SGK) je slovenska tradicionalna pasma domače kokoši. Pasma, ki so jo pred nekaj desetletji osnovali na Biotehniški fakulteti Univerze v Ljubljani, je značilna po grahastih črno-belo obarvanih kokoših nesnega tipa, ki se jih uporablja predvsem za proizvodnjo komercialnih križank blagovne znamke Prelux.

## Zgodovina in razširjenost
Gre za razmeroma mlado slovensko tradicionalno pasmo kokoši, ki ima svoj začetek v letu 1970, ko so se z osnovanjem pasme začeli ukvarjati strokovnjaki Oddelka za zootehniko, Katedre za perutninarstvo ljubljanske Biotehniške fakultete. Za zarodnika slovenske grahaste kokoši se štejeta tuja grahasta in bela plimutka. Vzreditelji so dajali poudarek predvsem ustrezni telesni masi in boljši sposobnosti nesenja jajc (nesnosti), odbirali pa so tudi glede na prisotnost tipičnega grahastega vzorca operjenosti.
Pasmo še danes vzrejajo in selekcionirajo predvsem na Pedagoškem raziskovalnem centru (PRC) za perutninarstvo Oddelka za zootehniko Biotehniške fakultete, saj so kokoši manj zanimive za rejo v širšem obsegu. Po podatkih iz leta 2020 naj bi bilo v Sloveniji živečih okrog 1270 kokoši slovenske grahaste pasme, pri čemer je njihovo število v naraščanju.

## Značilnosti

### Izgled
Gre za kokoši lahkega (nesnega) tipa. Živali slovenske grahaste kokoši so težje od kokoši ostalih slovenskih tradicionalnih nesnic; petelini tehtajo 3,0–3,5 kg, medtem ko so kokoši z 2,3–2,7 kg nekoliko lažje. Perje je grahaste barve, z izmenjujočo črno in belo barvo, pri petelinih je nekoliko svetlejših odtenkov. Enojen in enostaven listnat greben (roža) je srednje višine, kokoši imajo razmeroma majhne rdeče obarvane priuhke, oči so oranžne. Noge so obarvane s svetlo rumeno barvo, medtem ko prste in spodnji del nog prekriva črnina, ki je bolj izrazita pri kokoših. Kokoši spolno zrelost dosežejo po dopolnjenih 20–21 tednih življenja.

### Reja in uporabnost
Slovenske grahaste kokoši je moč gojiti na različne načine intenzivne reje; navadno se živali vzreja v tako imenovanih kurnicah, ki se jih po programu periodično osvetljuje. Mlade kokoši (jarkice) se v starosti 16 tednov premakne v razne rejske programe. Nekatere živali se goji v okviru baterijske reje, pri čemer so kletke, v katerih so kokoši nastanjene, v skladu z zakoni obogatene. Druge so del kombinirane reje, kjer so živali deloma na stelji, deloma na rešetkah, medtem ko se nekatere kokoši vzreja s tipično talno rejo na stelji (nastilu).
Kokoši slovenske grahaste pasme so nesnice, ki ležejo kakovostna valilna jajca svetlo rjave barve in povprečno težka 59 g. Praviloma te kokoši znesejo od 240 do 250 jajc letno. Pasma je pomembna tudi kot zarodnik komercialnih kokoši, ki se jih prodaja pod imenom blagovne znamke Prelux®. V okviru vzreje komercialnih križank, ki so boljše nesnice, se lahko pari kokoši slovenske grahaste kokoši in peteline slovenske rjave kokoši, rezultat česar je tako imenovana prelux črna (prelux-Č). Prelux grahasta (prelux-G) je rezultat parjenja petelina slovenske grahaste kokoši in kokoši slovenske rjave kokoši. Z vidika pridobivanja mesa so še posebej priročni mladi petelini prelux grahaste, ki se jih pogosto kastrira (kopuni) in zakolje za okusno kopunje meso.